# パリメトロ3bis線
3bis線（3ビスせん、フランス語: Ligne 3bis）は、パリ交通公団（RATP）の運営するフランスの首都パリを含むイル＝ド＝フランス地域圏のメトロ（地下鉄）路線の一つ。パリ市内東部のガンベタ駅とポルト・デ・リラ駅とを結ぶ。1971年に3号線から独立する形で開業。

## 概要
3bis線の路線の長さは1.3キロメートルで、パリのメトロでは最も短い。南端はガンベタ駅で、パリ東部にあるペール・ラシェーズ墓地の北東に位置している。路線は、ここから北東方向へほぼ真っ直ぐに進み、終点のポルト・デ・リラ駅に至る。途中駅は、ペルポール駅とサン＝ファルジョー駅のわずか2駅しかない。
元々は3号線の一部だったが、1971年、3号線のガンベタ駅より西側へ新たに路線が造られ進路変更したため、「3bis線」として独立した路線となった。

3bis線の路線図

## 歴史

### 年表
- 1921年11月27日 - 3号線のガンベタ駅からポルト・デ・リラ駅までの区間と、3号線と7号線間のシャトルが開通。
- 1939年9月3日 – シャトルサービスが廃止。
- 1971年3月27日 - ガンベタ駅からポルト・デ・リラ駅間が3号線から切り離され、3bis線として独立する。

## 駅一覧
| 駅名                 | 駅名            | 接続路線                      | 所在地 | 所在地     |
| -------------------- | --------------- | ----------------------------- | ------ | ---------- |
| ガンベタ駅           | Gambetta        | メトロ： 3号線                | パリ   | 20区       |
| ペルポール駅         | Pelleport       |                               | パリ   | 20区       |
| サン＝ファルジョー駅 | Saint-Fargeau   |                               | パリ   | 20区       |
| ポルト・デ・リラ駅   | Porte des Lilas | メトロ： 11号線 トラム： 3b線 | パリ   | 19区、20区 |

- 全線各駅停車、快速運転はない。
- 全線を通して地下区間。